# Петак 13.
Петак 13. се сматра несрећним даном западног сујеверја. Он пада када је 13. дан месеца у грегоријанском календару петак, што се дешава најмање једном годишње, али се може десити до три пута у истој години. Године 2017. године, пао је два пута, 13. јануара и 13. октобра. Године 2018. године, такође ће пасти два пута, 13. априла и 13. јула. Биће два петка 13. сваке године до 2020, где ће 2021. и 2022. имати само једну појаву, у августу или мају.